# Pranab Kumar Sen
Pranab Kumar Sen (Calcutta, 7 novembre 1937 – Chapel Hill, 31 dicembre 2023) è stato uno statistico indiano.
È noto per la sua attività nel campo della statistica non parametrica, nell'ambito dalla quale ha sviluppato, insieme al collega Shoutir Kishore Chatterjee il test della somma dei ranghi bivariati.

## Scritti
- Nonparametric tests for the bivariate two sample location problem in "Calcutta Statistical Association Bulletin", 1964, coautore Shoutir Kishore Chatterjee.
- Nonparametric tests for the multisample multivariate location problem in "NSF Technical Report", University of California, Berkeley, 1965,  coautore Shoutir Kishore Chatterjee.
- On a class of multisample multivariate non-parametric tests in "USPH Technical Report", University of North Carolina, Chapel Hill, 1965.
- On a class of two sample bivariate non-parametric tests in "NSF Technical Report", University of California, Berkeley, 1965.
- On a class of C-sample weighted rank-sum tests for location and scale in "NSF and AFOSR Technical Report", University of California, Berkeley, 1965, coautore Zakkula Govindarajulu. Pubblicato successivamente (1966) su "Ann. Inst. Statist. Math., Tokyo"